# Buddha Air
La Buddha Air Pvt. Ltd. (IATA: U4, ICAO: BHA) (in nepalese: बुद्ध एयर) è una compagnia aerea nepalese costituita nel 1996 e con sede legale a Lalitpur, Nepal. Opera voli passeggeri e cargo nazionali e internazionali con il marchio commerciale Buddha Air. L'aeroporto principale della compagnia è l'Aeroporto Internazionale Tribhuvan.
Dal 5 dicembre 2013 la Buddha Air è entrata nell'elenco dei vettori aerei soggetti a divieto operativo nell'UE che ha interdetto il proprio spazio aereo a tutti i vettori nepalesi, ritenuti non sufficientemente sicuri.